# Chinesische Mannschaftsmeisterschaft im Schach 2019
Die Chinesische Mannschaftsmeisterschaft im Schach 2019 war die 15. Austragung dieses Wettbewerbes. Meister wurde der Titelverteidiger Shanghai Mobil China. Aus der Division B aufgestiegen waren Jiangsu und Chongqing Jiulongpo Yucai. Während beide Aufsteiger den Klassenerhalt erreichten, mussten Zhihui Sports chess team of Tianjin und Hangzhou Hongda team absteigen.
Zu den gemeldeten Mannschaftskadern siehe Mannschaftskader der Chinesischen Mannschaftsmeisterschaft im Schach 2019.

## Modus
Die zwölf Mannschaften bestritten ein doppeltes Rundenturnier. Über die Platzierungen entschied zunächst die Anzahl der Mannschaftspunkte (zwei Punkte für einen Sieg, ein Punkt für ein Unentschieden, kein Punkt für eine Niederlage), anschließend die Anzahl der Brettpunkte (ein Punkt für einen Sieg, ein halber Punkt für ein Remis, kein Punkt für eine Niederlage).

## Termine und Spielorte
Die Wettkämpfe fanden statt vom 9. bis 12. April, 7. bis 9. Mai, 24. bis 27. Juli, 20. bis 23. August, 21. bis 23. November und 4. bis 7. Dezember. Die ersten vier Runden wurden in Shenyang gespielt, die Runden 5 bis 7 in Hainan, die Runden 8 bis 11 in Jinhua, die Runden 12 bis 15 in Jiaxing, die Runden 16 bis 18 in Tianjin. 

## Saisonverlauf
Während der Abstieg Hangzhous vorzeitig feststand, fiel die Entscheidung über den Titel und den zweiten Absteiger erst in der letzten Runde.

## Abschlusstabelle
| Pl. | Verein                              | Sp | G  | U | V  | MP    | Brett-P.  |
| --- | ----------------------------------- | -- | -- | - | -- | ----- | --------- |
| 01. | Shanghai Mobile China (M)           | 22 | 14 | 6 | 2  | 34:10 | 68,0:42,0 |
| 02. | Chongqing Sports lottery            | 22 | 15 | 3 | 4  | 33:11 | 68,0:42,0 |
| 03. | Shenzhen Longgang team              | 22 | 11 | 5 | 6  | 27:17 | 60,0:50,0 |
| 04. | Shandong Jingzhi                    | 22 | 7  | 9 | 6  | 23:21 | 55,5:54,5 |
| 05. | Hangzhou Bank                       | 22 | 9  | 4 | 9  | 22:22 | 56,0:54,0 |
| 06. | Beijing                             | 22 | 7  | 7 | 8  | 21:23 | 54,5:55,5 |
| 07. | Chengdu Beilei Youth Cless Club     | 22 | 8  | 4 | 10 | 20:24 | 56,5:53,5 |
| 08. | Jiangsu (N)                         | 22 | 7  | 6 | 9  | 20:24 | 53,5:56,5 |
| 09. | Zhejiang                            | 22 | 7  | 6 | 9  | 20:24 | 51,5:58,5 |
| 10. | Chongqing Jiulongpo Yucai (N)       | 22 | 7  | 6 | 9  | 20:24 | 50,5:59,5 |
| 11. | Zhihui Sports chess team of Tianjin | 22 | 8  | 2 | 12 | 18:26 | 51,5:58,5 |
| 12. | Hangzhou Hongda                     | 22 | 1  | 4 | 17 | 6:38  | 34,5:75,5 |

## Entscheidungen
|     | Chinesischer Mannschaftsmeister: Shanghai Mobile China                            |
|     | Absteiger in die Division B: Zhihui Sports chess team of Tianjin, Hangzhou Hongda |
| (M) | Meister der letzten Saison                                                        |
| (N) | Aufsteiger der letzten Saison                                                     |

## Kreuztabelle
| Ergebnisse | Ergebnisse                          | 01. | 01. | 02. | 02. | 03. | 03. | 04. | 04. | 05. | 05. | 06. | 06. | 07. | 07. | 08. | 08. | 09. | 09. | 10. | 10. | 11. | 11. | 12. | 12. |
| ---------- | ----------------------------------- | --- | --- | --- | --- | --- | --- | --- | --- | --- | --- | --- | --- | --- | --- | --- | --- | --- | --- | --- | --- | --- | --- | --- | --- |
| 01.        | Shanghai Mobile China               |     |     | 3   | 1½  | 2½  | 2½  | 3½  | 2½  | 4   | 3½  | 4   | 2½  | 3   | 2   | 2½  | 4   | 3½  | 3½  | 3½  | 2½  | 3½  | 3   | 3½  | 4   |
| 02.        | Chongqing Sports lottery            | 2   | 3½  |     |     | 3½  | 2   | 3½  | 2½  | 3   | 3   | 3   | 2½  | 1   | 3½  | 3   | 2½  | 4½  | 2   | 4   | 4½  | 4   | 4   | 3   | 3½  |
| 03.        | Shenzhen Longgang team              | 2½  | 2½  | 1½  | 3   |     |     | 4   | 3½  | 2½  | 1½  | 1   | 3½  | 3   | 3   | 3   | 2½  | 3   | 4   | 2½  | 2   | 3   | 2   | 2   | 4½  |
| 04.        | Shandong Jingzhi                    | 1½  | 2½  | 1½  | 2½  | 1   | 1½  |     |     | 2   | 3½  | 2½  | 1½  | 2½  | 2½  | 3   | 3   | 2½  | 2½  | 3   | 4½  | 3   | 2½  | 2½  | 4   |
| 05.        | Hangzhou Bank                       | 1   | 1½  | 2   | 2   | 2½  | 3½  | 3   | 1½  |     |     | 3½  | 2   | 3   | 1½  | 3   | 2½  | 2½  | 3   | 2   | 2½  | 3½  | 2   | 3½  | 4½  |
| 06.        | Beijing                             | 1   | 2½  | 2   | 2½  | 4   | 1½  | 2½  | 3½  | 1½  | 3   |     |     | 2½  | 3   | 2½  | 2   | 2½  | 2   | 3   | 1½  | 2   | 3½  | 2½  | 3½  |
| 07.        | Chengdu Beilei Youth Chess Club     | 2   | 3   | 4   | 1½  | 2   | 2   | 2½  | 2½  | 2   | 3½  | 2½  | 2   |     |     | 3   | 1½  | 1½  | 2   | 2   | 2½  | 3   | 3½  | 4½  | 3½  |
| 08.        | Jiangsu                             | 2½  | 1   | 2   | 2½  | 2   | 2½  | 2   | 2   | 2   | 2½  | 2½  | 3   | 2   | 3½  |     |     | 3   | 3   | 1½  | 3   | 2   | 3   | 2½  | 3½  |
| 09.        | Zhejiang                            | 1½  | 1½  | ½   | 3   | 2   | 1   | 2½  | 2½  | 2½  | 2   | 2½  | 3   | 3½  | 3   | 2   | 2   |     |     | 3   | 2½  | 1½  | 2½  | 3   | 4   |
| 10.        | Chongqing Jiulongpo Yucai           | 1½  | 2½  | 1   | ½   | 2½  | 3   | 2   | ½   | 3   | 2½  | 2   | 3½  | 3   | 2½  | 3½  | 2   | 2   | 2½  |     |     | 1½  | 3   | 2½  | 3½  |
| 11.        | Zhihui Sports chess team of Tianjin | 1½  | 2   | 1   | 1   | 2   | 3   | 2   | 2½  | 1½  | 3   | 3   | 1½  | 2   | 2½  | 3   | 2   | 3½  | 2½  | 3½  | 2   |     |     | 3½  | 4   |
| 12.        | Hangzhou Hongda                     | 1½  | 1   | 2   | 1½  | 3   | ½   | 2½  | 1   | 1½  | ½   | 2½  | 1½  | ½   | 1½  | 2½  | 1½  | 2   | 1   | 2½  | 1½  | 1½  | 1   |     |     |

Anmerkung: An erster Stelle steht jeweils das Ergebnis des Hinspiels, an zweiter Stelle das des Rückspiels.

## Die Meistermannschaft
| 1.            | Shanghai Mobile China |
| Schachfiguren | Ni Hua, Xu Yi, Lou Yiping, Ju Wenjun, Ni Shiqun, Santosh Gujrathi Vidit, Alexander Grischtschuk, Maxim Matlakow, Alexandra Kostenjuk, P. Harikrishna. |